# Bulbophyllum perductum
Bulbophyllum perductum là một loài phong lan thuộc chi Bulbophyllum.